# SOR C 12
SOR C 12 — пригородный автобус, выпускаемый чешской компанией SOR Libchavy с 2003 года.

## Конструкция
Автобус SOR C 12 оснащён кузовом и несущей рамой. Компоновка автобуса заднемоторная, заднеприводная. Кузов сделан из металла, салон выполнен в пластиковой оправе. Передняя ось автобуса SOR, задняя ось автобуса DAN.

## Производство
Из-за того, что 12-метровых пригородных автобусов в Чехии было предостаточно, большинство перевозчиков эксплуатировали автобусы Karosa C 934 и Karosa C 954. Автобусы SOR C 12, в свою очередь, эксплуатируются в Колине и в компаниях Veolia Transport и Transdev Moravia.
На базе модели SOR C 12 был разработан полунизкопольный вариант SOR CN 12. Также существовал газомоторный вариант SOR CG 12.